# Oxyfidonia pallidisecta
Oxyfidonia pallidisecta là một loài bướm đêm trong họ Geometridae.